# 520 pr. n. št.

## Smrti
- Arsam, kralj Perzije (* ni znano)